# Herbert-Strate-Preis
Der Herbert-Strate-Preis ist ein deutscher Filmpreis. Er wird von der Film- und Medienstiftung NRW und dem Branchenverband HDF Kino verliehen und erinnert an Herbert Strate, den langjährigen und 2004 verstorbenen Präsident der Filmförderungsanstalt (FFA) und des HDF Kino e. V.
Die mit 20.000 Euro dotierte Auszeichnung ehrt Menschen, die sich um den deutschen Film verdient gemacht haben. Sie wird im Rahmen der Verleihung des Kinoprogrammpreises NRW überreicht.

## Preisträger
- 2004: Sönke Wortmann
- 2005: Tom Tykwer
- 2006: Uschi Reich (Filmproduzentin) und Heiko R. Blum (Filmjournalist)
- 2007: Günter Lamprecht
- 2008: Jürgen Vogel und Rolf Bähr (ehemaliger Vorstand der FFA)
- 2009: Senta Berger und Michael Verhoeven
- 2010: Wim Wenders
- 2011: Dieter Kosslick
- 2012: Steffen Kuchenreuther
- 2013: Margarethe von Trotta
- 2014: Til Schweiger
- 2015: Iris Berben
- 2016: Maren Ade und Maria Schrader[1]
- 2017: Peter Sundarp[2]
- 2018: Marianne Menze, Inhaberin der Lichtburg in Essen[3]
- 2019: Mario Adorf